# HC 2023 episode 2 -GHOST TRACK E.P-
「HC 2023 episode 2 -GHOST TRACK E.P-」（エイチ・シー・にせんにじゅうさん・エピソードツー・ゴースト・トラック・イーピー）は、GLAYの通算2作目のミニアルバム。2023年9月27日にポニーキャニオンから発売。

## 概要
シングル「HC 2023 episode 1 -THE GHOST/限界突破-」の続編で本作はシングルではなく7曲入りのEPとして発表された。ちなみにTAKURO曰く、本作は「気持ちとしては「シングル」」とした上で、コロナ禍でできた新たなGLAYの曲たちを、30周年を迎える前に一気に出してしまおう、ということからEPという形になった、とのこと。また、コロナ禍の影響の大きさの中での環境の変化など、ここ数年で感じたことや逆境を乗り越えて成長したことをそのままドキュメントとして曲にしたかった、という想いから『GLAYのコロナ禍を終わらせること』もテーマになっている、とのこと。
TAKUROが作詞･作曲を担当した、相棒をテーマにした楽曲「Buddy」や、HISASHIがモバイルゲームアプリ「ブラッククローバーモバイル 魔法帝への道 The Opening of Fate」のために書き下ろした「Pianista」を含む、全7曲を収録。
「CD+Blu-ray＋グッズ」の「The Ghost Hunter limited edition」、「CD+DVD盤」「CD Only盤」の3タイプを展開。このうち「The Ghost Hunter limited edition」「CD+DVD盤」のBlu-ray/DVDには、映像特典として「Buddy」ミュージックビデオ(ライブバージョン)や「Pianista」Music Videoの他、3〜6月に開催した全国ホールツアー『HIGHCOMMUNICATIONS TOUR 2023 -The Ghost of GLAY-』のライブ映像とメイキング映像も収録。
また「The Ghost Hunter limited edition」のみの特典として、グッズに各メンバーと実際のツアートラックをデフォルメしたアクリルスタンドが付属する豪華BOX仕様となっている。
ジャケットデザインは「episode 1」に引続き、コラージュアーティストで映像ディレクターのイノウエマナと、アートディレクターの井上絢名が担当した。

## 記録
オリコン週間アルバムランキングでは、初週で20,185枚を売り上げ、4位を記録。これでグループによる「アルバムTOP10入り獲得作品数」は34作目(歴代3位)となった。ROCKアルバムでは1位を獲得している。
Billboard JAPAN週間アルバム・セールス・チャート「Top Albums Sales」(2023年10月4日公開)では、初週で20,406枚を売り上げ、5位を記録。

## 収録内容

### CD(全タイプ共通)
1. Buddy
「HIGHCOMMUNICATIONS TOUR 2023 -The Ghost of GLAY-」ではアンコールで、新曲として披露されていた[17][18]。作詞・作曲はTAKURO。
TAKURO曰くこの曲は「長い間お互いを励まし、助け合い、時にはライバルとしてぶつかり合い、刺激し合いながら歩んできた2人の物語を描きたく、2年ほど前から準備して参りました。僕らにとってのBuddyは、楽しい時も苦しい時も共に一緒に歩んでくれたファンの皆様一人一人です。」とのこと[7][8][9]。
また、その2人というのが「近所のレストランのスタッフ」で、TAKUROが近所のよく行くレストランのフロアの子と厨房の子の働きっぷりを見ながら、「なんかこのバディ感いいな」と思って歌詞のモチーフにしたとのこと[10]。また、JIROがコロナ禍でよく聴いていたという芸人のラジオを勧められ、それを聴いていた時に、「お笑い芸人さんのコンビの関係ってめちゃめちゃおもしろいなと。もう「Buddy」としか言いようがない。たとえばニューヨークの出した本を読んだり、ナイツから話を聞いたりすると、お笑いってM-1とかキングオブコントとか、ある種の競争の世界でもあって。一夜にしてスターになるジャパニーズドリームを地で行く世界じゃないですか。その道をバディーとして進んでいくお笑いコンビの在り方によって、あのレストランの物語にもさらに磨きがかかるなと。2つのきっかけから歌詞が生まれた感じですね。」[19]「芸人の方々は兄弟でもない、友達でもない、でも不思議な絆で結ばれているんですよ。ミュージシャンで言うとPUFFYとかB'zの2人もバディ感がありますよね。俺らは4人でいろんな問題に取り組んでいくけれども、コンビやユニットの場合は2人だけで人生のいろんな疑問や出来事に取り組むしかない。究極の社会性を帯びた集団というコンビなわけで、その最小限の単位で世の中に挑んでいく人たちへのある種の憧れと称賛を歌詞に込めました」とも語っている[10]。
メロディに関しては、TAKURO曰く「ストレートなJ-POP」で、「Aメロ、Bメロがあって、サビのあとにギターソロがあって、その後にDメロがくる展開みたいな様式美が海外で受けるのかもしれない」という考えから本曲が生まれたという[20]。
日本テレビ系『DayDay.』9月度エンディングテーマ[21]。
2. Pianista
モバイルゲームアプリ『ブラッククローバーモバイル 魔法帝への道 The Opening of Fate』テーマ曲)[22]。作詞・作曲はHISASHI。
元々はタイアップ上の関係から、前作の収録曲「限界突破」とこの曲をセットにした2曲入りシングルとしてリリースされる予定だった[23]。また、TERU曰く「この曲の世界観はアリーナツアーに合うよね」ということになって、本作に収録されることとなったという[24]。
HISASHI曰く、曲名については、元々はピアノ押しの曲であり、その名残だという[25]。
曲は先にあって、詞はタイアップ先のテーマに合わせて書き上げたという[26]。詞についてはHISASI曰く「この歌詞の1番の主人公は、明るい子だけど、実はすごく家庭が大変で、みたいな葛藤を抱えている。でも2番ではいきなりカート・コバーンの話になっちゃう。もうクエンティン・タランティーノの映画ぐらい話が飛んじゃう（笑）」とのこと[26]。
TERU曰く、この曲を仕上げるにあたって、アレンジャーとしてサクライケンタに参加してもらったが、もともとはHISASHIが「この人にお願いしたいんだけど、どう思う？」と、彼が関わった楽曲をいくつか送ってくれた。それがめちゃくちゃ良かったのでいいんじゃないかな、とのこと。「GLAYらしからぬ、でも、しっかりGLAYの曲になったんじゃないかな」とも評している[24]。
また、HISASHI曰く、彼に依頼したのは「ワルツ的な曲だったり、5拍で構成されている曲を作っていて。そういった変わった要素をGLAYに放り込みたい、新しいGLAYのサウンドをメンバーに提示したいと思った」ことから[27]。
メロディを邪魔しなければオケはどんな形でもいいから、好きなようにアレンジしてと伝えたところ、マリンバや変拍子のリズムなどが加わり、当初の「ピアノロック」だったデモより大きくアレンジが変わったという[26][27]。
MVには新條由芽が出演しており[12]、『GLAY DEMOCRACY 25TH “HOTEL GLAY GRAND FINALE” in SAITAMA SUPER ARENA』のネタもちりばめられている[28][注 1]。
8月25日より先行配信[29]。
3. U・TA・KA・TA
作詞・作曲はTAKURO[20]。
TAKURO曰く「マイク・ブルームフィールドとアル・クーパーが1969年に連名で発表したライブアルバム『フィルモアの奇蹟』に収録された「59番街橋の歌」というサイモン&ガーファンクルの曲のカバーのような、60年代の質感を意識した。宅録でレコーディングするわけだからある種の線のか弱さも大切にしたくて、その感じを出した」という。また、ストック自体は90年代からあったが、その頃はまだはっきりとした「GLAYとして表現するうえでの目に見えるゴール、必要とされる到達点」が無く、「今までは明確なゴールを定めて、そこを目指して丁寧に丁寧に曲を作ってきたけど、ゴールを作らずにカオスはカオスのままでいいんだということに気付いて。だからレコーディングではメンバーに演奏はラフでいいと伝えたし、歌も直さなくてもいいと言ったんです。デモテープで適当に軽く歌ってる感じなんだけど、俺にはそれが素晴らしく感じられた。何よりもコロナ禍のドキュメンタリーとして、この曲をパッケージしておきたくて。」とのこと[20]。ちなみに作曲について、HISASHIやTERUから教わりながらデスクトップで作ったという[11]。また、TERU曰くこの曲は仮歌をそのまま使っている、とのこと[30]。
4. 刻は波のように
作詞・作曲はTERU[20]。
TERU曰く、この曲はコロナ禍で行った配信ライブ「LIVE at HOME」の、函館のスタジオからの配信に向けて作った曲だという。テーマは「COLORS」が父親のことを歌った曲なので、今回は母からのリクエストもあって、母親のことをテーマにした、とのこと[30]。「別れ話のように聞こえるかもしれないけど、僕と母親の関係性の中で離れて暮らしていた時期があって久々に会ったとき、改めて母親の大切さを感じたことがあったんですよ。そのときのことを歌にしたいという気持ちもあった」とも語っている[30]。
アレンジは村山☆潤が担当。元々はもっとアコースティックな感じだったが、「函館の海の風を感じるような曲だったんだけど、もうちょっと南のほうに引っ張ってきたい」というTERUの想いから、彼に担当をお願いしたという[30][注 2]。
5. SEVEN DAYS FANTASY
作詞・作曲はTAKURO[20]。
曲自体は『NO DEMOCRACY』の頃からあったが、その頃には完成させず、コロナ禍において歌詞を書き直したり、アレンジを変えたりして仕上げたという[20]。
6. THE GHOST(80KIDZ Remix)
80KIDZによるリミックス。JIRO曰く「リミックスしたら別の顔が見えるんじゃないかな？」という想いから、真っ先に浮かんだのが80KIDZで、彼らにアレンジしてもらったらまた違うダンスミュージックの形が見えるんじゃないかな？ということから[31]。JIRO自身も80KIDZを好きなアーティストとして挙げており、「THE GHOST」完成後にはリミックスのアイディアもあった[31]。ただしリミックスに関しては、JIRO側からは特にリクエストはせず、80KIDZ側に任せた、とのこと[31]。
12月1日より、本曲のリリック・ビデオが公開された。制作を担当したのは、本作の発売を記念して展開された、学生クリエイターとのコラボレーション企画で、優秀賞に選ばれた牧垣絆氏によるもの。受賞を記念して、フルバージョンの制作も担当したという[32][33]。
7. Ghost of GLAY 愛のテーマ
ピアノインスト。作曲はTAKURO[34]。
TAKURO曰く、2000年代からあった曲で、演奏はツアーのサポートも担当した村山☆潤に弾いてもらったという[11]。
また、TAKURO自身が敬愛する坂本龍一への哀悼の意味も込められているとのこと[34][35]。

### Blu-rayまたはDVD
- 「Pianista」Music Video
- 「Pianista」Studio Session
- 「Buddy」Music Video Live ver. (HIGHCOMMUNICATIONS TOUR 2023 -The Ghost of GLAY-)
- Making of 『HIGHCOMMUNICATIONS TOUR 2023 -The Ghost of GLAY-』
- 「恋」 (HIGHCOMMUNICATIONS TOUR 2023 -The Ghost of GLAY-)
- 「pure soul」(HIGHCOMMUNICATIONS TOUR 2023 -The Ghost of GLAY-)
- 「黒く塗れ！」 (HIGHCOMMUNICATIONS TOUR 2023 -The Ghost of GLAY-)

## 演奏
- GLAY：Arrangement & Produce
- 亀田誠治：Arrangement (#1.5)
- サクライケンタ：Arrangement, Programming (#2)
- 村山☆潤
  - Arrangement (#4)
  - Keyboards, Piano, Programming (#4.7)
- 80kidz：Arrangement (#6)
- 豊田泰孝：Programming (#1)
- 永井利光：Drums (#1.3.4.5)
- 斎藤有太：Organ (#1)
- 山本拓夫：Saxophone (#1)
- 西村浩二：Trumpet (#1)
- 村田陽一：Trombone (#1)
- 川村ケン：Organ (#3)
- Lazy, Ziram：Chorus (#4)

### 初回封入特典(全タイプ共通)
- Invitation of「The Ghost of GLAY II」
- 購入者限定ライブチケットエントリーシリアルナンバー[注 3]